# Karine Sergerie
Karine Sergerie (n. 1 februarie 1985, Montréal, provincia Québec, Canada) este o sportivă ce a reprezentat Canada, medaliată olimpică. A participat la 2 ediții ale Jocurilor Olimpice (2008, 2012) în care a câștigat o medalie de argint.